# Regió de la Costa
La Regió de la Costa (en castellà: Departamento de la Costa) fou una regió del Perú efímera que estava formada pels partits de Santa (actuals províncies de Santa, Casma i Huarmey), Chancay i Canta. Fou creat el 12 de febrer del 1821 mitjançant el Reglament Provisional expelit per José de San Martín al seu quarter porvisional a Huaura. Fou finalment dissolta el 4 de novembre del 1823, annexant-se els seus partits a la Regió de Lima (la capital del Perú).